# No Name (slovački sastav)
No Name je slovački rock sastav osnovan 1996. u Košicama. Originalni sastav su činili Viliam Gutray i tri brata Timko - Igor, Roman i Ivan. Danas ima šest članova. Objavili su 9 albuma u razdoblju između 1998. i 2011. Njihov zadnji album Nový album je izdan 18. listopada 2011.

## Diskografija
| Godina | Naslov                                                            |
| ------ | ----------------------------------------------------------------- |
| 1998.  | No Name - Objavljen: 1998. - Izdavač: Universal Music             |
| 2000.  | Počkám si na zázrak - Objavljen: 2000. - Izdavač: Universal Music |
| 2001.  | Oslávme si život - Objavljen: 2001. - Izdavač: Universal Music    |
| 2003.  | Slová do tmy - Objavljen: 2003. - Izdavač: Universal Music        |
| 2005.  | Čím to je - Objavljen: 2005. - Izdavač: Universal Music           |
| 2008.  | V rovnováhe                                                       |
| 2009.  | The Best of No Name                                               |
| 2011.  | Nový album                                                        |

## Vanjske poveznice
- Službena stranica